# Le Seul et Unique Ivan
 (février 2021).
Si vous disposez d'ouvrages ou d'articles de référence ou si vous connaissez des sites web de qualité traitant du thème abordé ici, merci de compléter l'article en donnant les références utiles à sa vérifiabilité et en les liant à la section « Notes et références ».
Pour plus de détails, voir Fiche technique et Distribution.
Le Seul et Unique Ivan (The One and Only Ivan) est un film fantastique américain réalisé par Thea Sharrock à partir d'un scénario écrit par Mike White, inspiré du roman pour enfants du même nom de K. A. Applegate, et sorti en 2020 sur le service Disney+.

## Synopsis
Ivan est un gorille de 200 kg qui vit avec ses amis, l’éléphante Stella et le chien Bob, dans le centre commercial d’une banlieue américaine. Il mène une vie paisible et ne lui reste que de vagues souvenirs de la jungle où il a été capturé. L’arrivée d’une toute jeune éléphante, la petite Ruby, qui vient tout juste d’être arrachée à sa famille et à la vie sauvage, va profondément le remuer et remettre en cause ses convictions. Sa tristesse amène Ivan à s’interroger sur sa propre existence, ses origines et son destin.

## Fiche technique
- Titre original : The One and Only Ivan
- Titre français : Le Seul et Unique Ivan
- Réalisation : Thea Sharrock
- Scénario : Mike White, adapté du roman homonyme de Katherine Applegate
- Musique : Craig Armstrong
- Production : Allison Shearmur, Angelina Jolie et Brigham Taylor
- Sociétés de distribution : Walt Disney Distribution
- Pays d'origine :  États-Unis
- Langue originale : anglais
- Format : couleur
- Genre : animation
- Durée : 95 minutes
- Dates de sortie sur Disney+ :
  - États-Unis, Canada : 21 août 2020
  - France : 11 septembre 2020
  - Belgique : 15 septembre 2020

## Distribution
- Bryan Cranston (VF : Jean-Louis Faure) : Mike
- Ramón Rodríguez (VF : Damien Ferrette) : George
- Ariana Greenblatt (VF : Kaycie Chase) : Julia
- Hannah Bourne (VF : Laura Préjean) : Hélène
- Eleanor Matsuura (VF : Claire Beaudoin) : Candace Taylor
- Indira Varma : Dr Maya Wilson, la zoologiste

et les voix de : 
- Sam Rockwell (VF : Adrien Antoine) : Ivan le gorille
- Angelina Jolie (VF : Françoise Cadol) : Stella l'éléphante
- Danny DeVito (VF : Fred Testot) : Bob le chien
- Helen Mirren (VF : Béatrice Agenin) : Snickers la caniche
- Chaka Khan (VF : Frédérique Tirmont) : Henrietta la poule
- Mike White (VF : Gauthier Battoue) : Francky l'otarie
- Ron Funches (VF : Jean-Baptiste Anoumon) : Murphy le lapin
- Phillipa Soo (VF : Barbara Tissier) : Thelma le perroquet
- Brooklynn Prince (VF : Coralie Thuilier) : Ruby l'éléphante

Version française dirigée par Hervé Rey chez Dubbing Brothers.

## Production
Le projet a été annoncé pour la première fois en 2014, mais n'est entré en production que deux ans plus tard. Le casting s'est joint entre octobre 2017 et mai 2018, le tournage se déroulant en Floride à l'été 2018. Initialement destiné à être une sortie en salles, le film est finalement sortie numériquement sur Disney + le 21 août 2020 aux états unis et le 11 septembre en France.
Le 9 avril 2014, il a été annoncé que Walt Disney Pictures pourrait adapter le livre avec Allison Shearmur pour produire. Le 6 mai 2016, il a été annoncé que Mike Newell réaliserait avec un scénario de Mike White. 24 mars 2017, Sharrock a entamé des négociations pour réaliser le film après que Newell ait quitté le projet. Le 16 octobre 2017, il a été rapporté que Jolie a rejoint le film en tant que productrice et voix d'un éléphant nommé Stella. Le 15 novembre 2017, Prince a été choisi pour interpréter Ruby, le bébé éléphant. Le 9 janvier 2018, Ariana Greenblatt a rejoint le casting dans un rôle d'action réelle. La productrice Shearmur est décédée le 19 janvier 2018. Elle conservera son crédit de productrice sur le film. Le 23 février 2018, Rockwell a été choisi pour interpréter le titulaire Ivan, et Cranston a été choisi comme propriétaire de cirque, tandis que Brigham Taylor a rejoint en tant que producteur.Le 13 mars 2018, Rodriguez a signé un rôle en prises de vues réelles, celui de la Le 1er mai 2018, il a été annoncé que DeVito et Mirren interpréteraient les personnages du film, tandis qu'Indira Varma et Eleanor Matsuura apparaîtront dans des rôles d'action réelle. Le tournage a commencé le 1er mai 2018 à Lakeland, en Floride, avec des emplacements pour le film, notamment le centre commercial Southgate et l'église catholique de la résurrection. Le tournage a également eu lieu dans d'autres parties du comté de Polk le mois suivant, dépensant 134 365 $ dans la ville.

## Sortie
Le film était initialement prévu pour une sortie en salle le 14 août 2020 par Walt Disney Studios Motion Pictures. En raison de l'impact de la pandémie de Covid-19 sur le cinéma, le film est sorti sur Disney + le 21 août 2020 aux États-Unis et le 11 septembre pour la France.

## Accueil

### Critique
Sur l'agrégateur de critiques Rotten Tomatoes, le film détient une cote d'approbation de 70% sur la base de 110 critiques avec une note moyenne de 6,10 / 10. Le consensus des critiques du site Web se lit comme suit: « Une approche incertaine des thèmes les plus sombres de l'histoire sape ses enjeux émotionnels, mais Le Seul et unique Ivan offre un divertissement réconfortant pour les jeunes téléspectateurs ». Sur Metacritic, le film a un score moyen pondéré de 58 sur 100, sur la base de 25 critiques, indiquant « des critiques mitigées ou moyennes ».
Common Sense Media a attribué au film 4 étoiles sur 5, déclarant: « Les parents doivent savoir que Le Seul est unique Ivan est basé sur le roman de Katherine Applegate, lauréat du Newbery Award en 2013, sur un gorille à dos argenté nommé Ivan (exprimé par Sam Rockwell), le tête d'affiche d'un numéro de cirque dans un centre commercial dirigé par Mack (Bryan Cranston). Inspiré par une histoire vraie, le film, comme le livre, se concentre sur Ivan et son petit groupe d'autres artistes de cirque. Les téléspectateurs familiers avec le roman doivent noter qu'il y a en fait, il est moins question de violence à l'écran que sur la page. Mais un personnage meurt toujours (paisiblement, dans son sommeil), il y a une scène d'un bébé éléphant épuisé et surmené, et le film comprend un flash-back sur le terrible jour où Ivan perd sa famille (le braconnage n'est pas détaillé, et même si une photo est audible, cette mort se produit hors caméra). L'histoire encourage à sortir les animaux de cirque des cages et dans des habitats plus naturels dans les zoos et les réserves. Il a également des thèmes de fidélité , travail d'équipe, empathie y et la persévérance. Les voix d'Angelina Jolie, Helen Mirren, Chaka Khan et Danny DeVito sont présentées ».

### Distinctions
| Année | Prix                           | Catégorie                                               | Nomination             | Résultat | Ref |
| ----- | ------------------------------ | ------------------------------------------------------- | ---------------------- | -------- | --- |
| 2020  | Hollywood Post Alliance Awards | Effets visuels exceptionnels - Fonctionnalité théâtrale | Le Seul et unique Ivan | Gagné    |     |
| 2021  | Critics' Choice Awards         | Meilleur doubleur dans un film d'animation              | Sam Rockwell           | En cours |     |